# Pierre Lévy
Pierre Lévy (* 1956 Tunis) je francouzsko-kanadský filosof, informační vědec, mediální teoretik a jedna z nejvýraznějších osobností zabývajících se kolektivní inteligencí. Lévy již od raných 90. let předkládá popisy a vize nové kultury spojené s rozvojem digitálního média, které ve shodě s dalšími teoretiky říká kyberkultura. Vedle své teoretické práce od přelomu tisíciletí intenzivně pracuje na projektu informačně ekologického metajazyka pro internet, který v roce 2016 přešel do fáze vývoje.

## Lévyho pojetí kyberkultury
Podle Lévyho kyberkultura navazuje na přerušenou tradici ideálů osvícenské filosofie, významné evropské tendence směřující k emancipaci člověka a na praxi neustálé výměny informací a znalostí, kterou osvícenští filosofové považovali za hybnou sílu pokroku. Zároveň s tím ztělesňuje revoluční a republikánské ideály volnosti, rovnosti a bratrství v tom smyslu, že umožňuje každému jednotlivci vysílat informace určené pro všechny, otevírá víceméně rovný přístup do množství virtuálních společenství a všechny nás propojuje do jednoho společného kyberprostoru. Kyberkultura přináší mnoho nových jevů, myšlenkových a kulturních schémat a nových forem umělecké produkce a politického života. V pozadí všeho však stojí dle Lévyho jedna podstatná proměna, spočívající v rozšíření naší reflexivní inteligence, vrstvy lidské inteligence, která souvisí s naší potřebou zdůvodňování, osobní zodpovědností a schopností na věci nahlížet z univerzální, všeobecné perspektivy. Tato lidská schopnost neprochází od doby svého vzniku první proměnou. V průběhu evropské renesance, s vynálezem knihtisku a nových nástrojů pro pozorování, s rozvojem matematiky a experimentální vědy, je totiž původní ideál univerzality u reflexivní inteligence rozšířen také o ideál vědeckosti. Dnešní rozšíření reflexivní inteligence je při pohledu na vývoj kyberprostoru možné chápat jako úsvit vzniku nového ideálu, a to ideálu reflexivní kolektivní inteligence. Naše reflexivní inteligence má tedy současné době tři ideály, a to ideál univerzality, vědeckosti a nově ideál kolektivní reflexivity.

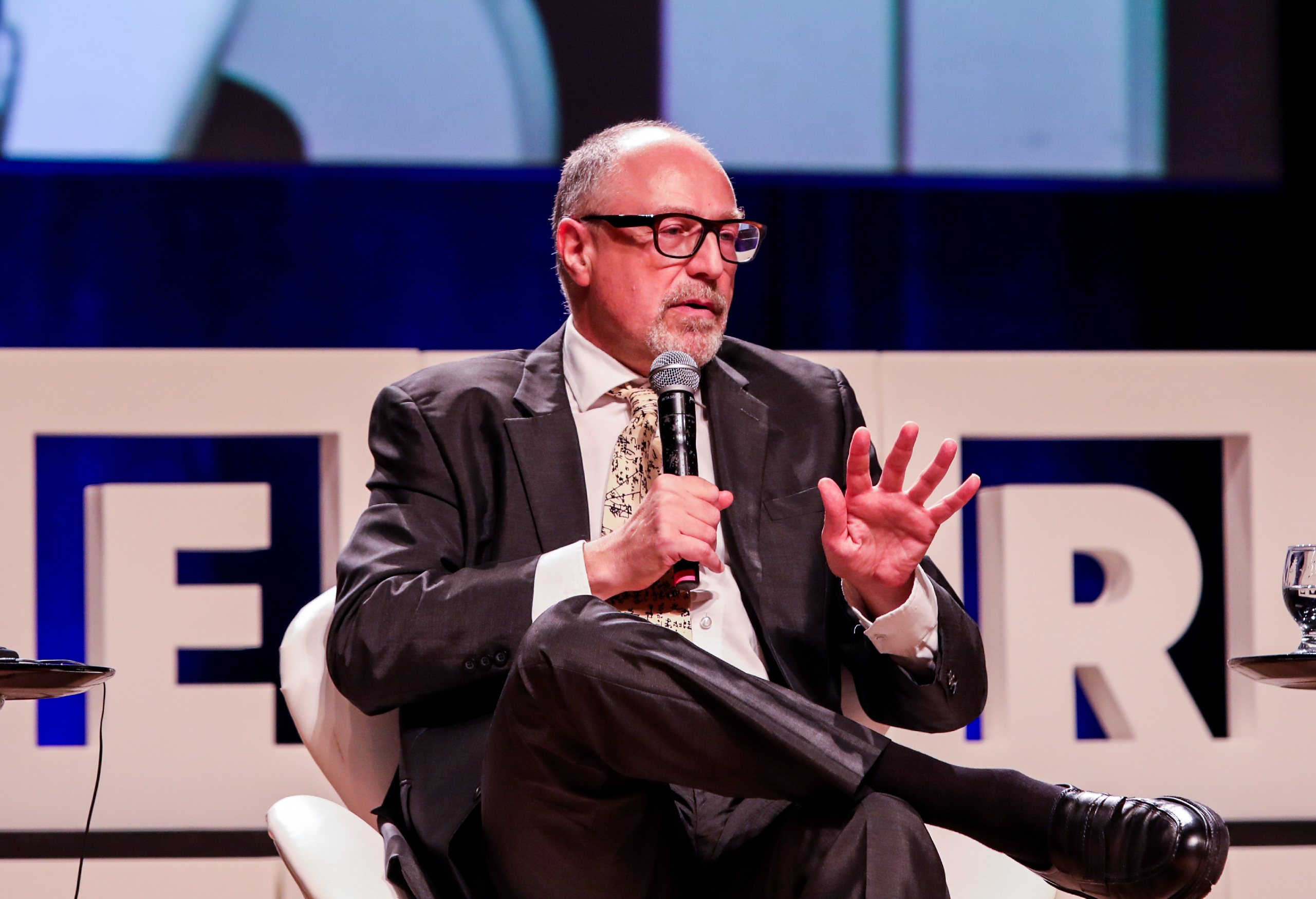
Pierre Lévy na konferenci Garanta sua presença no Fronteiras Salvador 2019

Lévy vidí budoucnost kulturní praxe v uvádění zdrojů a projektů do součinnosti, v budování a dynamickém udržování společných pamětí, ve spouštění pružných způsobů spolupráce a koordinovaném rozmísťování rozhodovacích center na platformě digitálního média a ve vytváření virtuálních komunit na základě podobnosti zájmů, znalostí, sdílení společných plánů, v rámci procesu spolupráce a výměn, a to nezávisle na zeměpisných vzdálenostech a na příslušnosti k institucím. Tím chce dojít ke zpochybnění mnoha typů moci ve společnosti, především pak proměny mediálních organizací a k postupnému konci starého modelu studijních společenství organizujících se kolem fyzických depozitářů vědění. V této souvislosti postuluje potřebu celkové proměny vzdělávací praxe a zavedení nového pojetí gramotnosti, jehož cílem je naučit všechny členy společnosti vědomého používání nástrojů digitálního média, ctění principů kolektivní inteligence a schopnosti kritické práce s informacemi v míře, která dříve byla vlastní pouze akademicky vzdělané elitě.
Obecným cílem rozvíjení reflexivní kolektivní inteligence by dle Lévyho mělo být dosažení větší soudržnosti dnes velmi fragmentovaného světa kultury, neboli nová univerzalita, která je však zproštěna totalitních a exkludujících rysů univerzálních náboženství či ideologií, jež známe z minulosti. Měla by to být univerzalita bez totality, která je otevřena paralelní expanzi našeho vědění a naší svobody. Lévy rovněž anticipuje, že v budoucím reflexivním procesu naší kolektivní inteligence nastane obecná aspirace vyrazit vstříc vyšší inteligenci, jíž je možné nazývat bohem, přičemž nastane obecné povědomí o tom, že jsme na stejné planetě a že na sobě závisíme. Lze proto říci, že Pierre Lévy se identifikuje s rozšířenou vizí planetárního vědomí, kterou nastínil Pierre Teilhard de Chardin.